# Afia (Lahewa)
Afia is een bestuurslaag in het regentschap Nias Utara van de provincie Noord-Sumatra, Indonesië. Afia telt 854 inwoners (volkstelling 2010).